# Andreas Ebertus

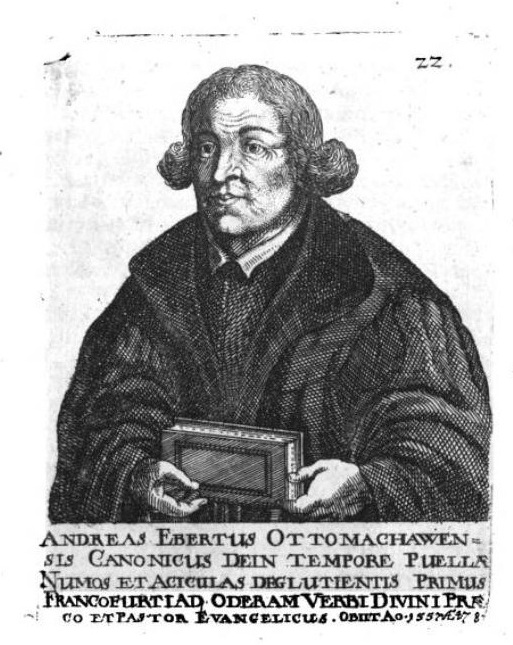
Andreas Ebertus nach der Bilder-Sammlung von Martin Friedrich Seidel

Andreas Ebertus (* 12. Juli 1479 in Grünberg; † 22. August 1557 in Wriezen) war ein deutscher lutherischer Theologe.

## Leben
Andreas Ebertus studierte in Prag, Leipzig und Wittenberg. Danach hatte er in Neiße und Ottmachau reiche Pfründen. Er wandte sich bald der Lehre Martin Luthers zu und kam wahrscheinlich 1535 in das noch katholische Frankfurt (Oder), wo er unter den Familien des Patriziats, insbesondere den Familien Winse, Sporn und Affen, reformatorische Predigten hielt, weswegen er jedoch bald wieder von dort fliehen musste. Nachdem die protestantische Lehre 1539 vom Joachim II. in Brandenburg eingeführt worden war, erhielt Ebertus eine Pfarrstelle in Wriezen.
Im fortgeschrittenen Alter von 66 Jahren machte Ebertus 1545 von der Freiheit zur Eheschließung der Geistlichen Gebrauch. Mehrere Kinder gingen aus dieser späten Ehe hervor, darunter der Sohn Jakob, der Professor für Theologie an der  Brandenburgischen Universität Frankfurt wurde.
In Frankfurt (Oder) ist eine Straße nach Andreas Ebertus benannt.